# 俄克拉荷马城雷霆
俄克拉荷马城雷霆（英語：Oklahoma City Thunder）是一支NBA籃球隊，位於美國奧克拉荷馬州的奧克拉荷馬城。该球队被归入NBA西部聯盟的西北賽區，主場為Paycom中心。俄克拉荷马城雷霆的历史最早可追溯至1967年，当时该球队以西雅圖超音速隊的名称出现，而在2008年，球隊的新老闆克萊·本尼特迁移隊伍至奧克拉荷馬城，並更名球队为俄克拉荷马城雷霆，此名称沿用至今；雷霆队继承了2008年前的各项队史纪录，直到西雅图再次具有一支新的篮球队为止。

## 歷史

### 超音速時代

#### 早期（1967—1979）
该队1967年10月以超音速之名成立于西雅图，是西雅图最早成立的职业体育俱乐部。1975年首次打入季后赛，1979年首次獲得NBA總冠軍。

#### 加里·佩顿與肖恩·坎普時期（1990—2003）
1990年代，是超音速隊的顛峰時期，亦是超音速歷來最受矚目的年代。該隊由加里·佩顿、肖恩·坎普、肯達爾·吉爾及教練喬治·卡爾帶領下於1994年取得全聯盟最佳的常規賽成績—63勝19負。然而在常规赛所向無敵的超音速，在季後賽卻出師不利，於首輪面對排名最低的8號種子丹佛金塊，2連勝聽牌後居然苦吞3連敗，恥辱性首圈出局，震驚籃壇。超音速成為NBA史上首支於季後賽首輪就被淘汰出局的頭號種子球隊。1995年，超音速以57勝25負再度殺入季後賽，卻再一次被排名比自己低的對手淘汰（洛杉磯湖人，48勝34負）。

##### 再次闖進總冠軍賽，難以抵擋公牛
到了1996年，超音速以64勝18負完成常规赛。這一次，他們走得更遠，並殺入總決賽。可是他們在總決賽遇上當時所向無敵、由迈克尔·乔丹帶領的芝加哥公牛，結果他們以2勝4負失利。這次是自從超音速奪冠以來，最靠近總冠軍的時刻。

#### 最後的超音速（2000—2007）
踏入2000年代，超音速隊處於半浮沉狀態，到了2002年，超音速以45勝37負完成常规赛，不過在首輪以2勝3負失利，2005年再度重返季後賽，首輪先以4勝1負淘汰沙加緬度國王，直到次輪才以2勝4負遭到聖安東尼奧馬刺淘汰，最终在2007年夏天，球隊被賣給位於奧克拉荷馬城的Professional Basketball Club LLC，因而財團準備把球隊搬遷到奧克拉荷馬城。

### 改名後，雷聲響起

#### 凱文·杜蘭特時期（2007—2016）
2008年1月1日，西雅图超音速正式更名为俄克拉荷马城雷霆，球隊的名稱、球隊顏色亦被更改，并开始有计划的逐步搬遷到新主场俄克拉何马市。但這導致了與西雅圖市政府的官司。最終於2007-08 NBA賽季常规赛结束当天，即2008年4月16日，西雅圖市同意將超音速的主場遷移到奧克拉荷馬城，不過超音速也要付出一定代價，他們將會提供給西雅圖市7500萬美元作為補償。因此球隊名稱最终得以确定為俄克拉荷马城雷霆。
2010年以50勝32負完成常规赛，不過在季后赛首轮以2勝4負遭到之後的總冠軍洛杉磯湖人隊淘汰。

##### 2010~2011年
2011年以55勝27負完成常规赛，這一次他們走得更遠，並殺入西區決賽。可是在西區決賽遇上之後由德克·诺维茨基帶領奪冠的達拉斯小牛，結果他們以1勝4負失利。

##### 2011~2012年：睽違16年的總決賽，雷霆四少對上熱火三巨頭
2011年雷霆四位傑出年輕球員凯文·杜兰特、羅素·衛斯特布魯克、詹姆斯·哈登、賽爾吉·伊巴卡組成了被稱為「雷霆四少」的組合，因赛季縮水只打66場比賽，雷霆以47勝19負完成常规赛。季后赛首輪橫掃衛冕軍小牛，西區半決賽4:1打敗洛杉磯湖人。西區決賽遇上聖安東尼奧馬刺，雷霆先苦吞2連敗再4連勝逆轉淘汰馬刺晉級总决赛，這也是繼1996年超音速之後再度殺入總決賽。
可是他們在總決賽遇上勒布朗·詹姆斯帶領的邁阿密熱火，最終以1勝4負再度爭冠失利。季後雷霆隊與四少之一、獲得年度最佳第六人的哈登在續約薪資上無法達成一致，哈登被交易至休士頓火箭隊，四少解體。

##### 2012~2013年：抱痛西河
2013年以60勝22負完成例行賽，並以西區第一種子之姿闖進季后赛，第1輪遇上前雷霆球員詹姆士·哈登領軍的休士頓火箭隊，雖然雷霆一度取得3連勝聽牌優勢，但是由於全明星控衛拉塞尔·威斯布鲁克被火箭後衛派屈克·貝弗利給弄傷，火箭連拿2場勝利，最終雷霆還是以4勝2敗晉級，在西區半決賽碰上前年季後賽對手曼斐斯灰熊。雖然雷霆第1場靠著杜蘭特的關鍵跳投以93:91險勝灰熊，不過雷霆在少了拉塞尔·威斯布鲁克的情況下，被灰熊賞了4連敗，以1勝4敗遭淘汰。

##### 2013~2014年
2014年以59勝23負完成例行賽，季後賽第一輪再次遇上了上賽季的西區準決賽對手曼菲斯灰熊。七场过关，报下了上赛季西部半决赛被灰熊队出局的仇，晋级西部半决赛。在西部準决赛，和洛杉磯快艇對戰，凭着雷霆雙少出色的表现，以6戰战胜快艇，重返西部决赛。但遇到老經驗的馬刺隊，第2戰以77:112惨败，是队史最惨烈的比赛。雖然回到主場後成功扳平戰局，但最終仍以2勝4負不敵聖安東尼奧馬刺。

##### 2014~2015年：晴天霹靂
本季的雷霆仍然是雷聲隆隆，但還沒炸到對手自己就先掛彩了。首先是陣中王牌凱文·杜蘭特陷入傷痛泥淖，本季只出賽27場；羅素·衛斯特布魯克開季也因傷高掛免戰牌，導致雷霆開季表現相當糟糕，甚至還跟洛杉磯湖人、明尼蘇達灰狼競逐西區爐主。
雖然輸在起跑點，但雷霆靠著衛斯特布魯克窮追猛趕，總算超越太陽來到西區老八。可惜的是，他們無法甩掉鵜鶘的追擊，雙方一路纏鬥到例行賽最後一戰（第82場例行賽），儘管雷霆以138−113痛宰灰狼，與鵜鶘同為45勝37敗，但賽前晉級魔術數字只剩下1的鹈鹕108−103驚險擊敗衛冕冠軍馬刺，比較本季雙方對戰戰績，雷霆1勝3敗無緣季後賽。至此雷霆已經連續三年受到傷病困擾，自2013年的羅素·衛斯特布魯克，2014年的賽爾吉·伊巴卡，到2015年的凱文·杜蘭特。
儘管本賽季無緣季後賽，但是衛斯特布魯克在這個賽季打出生涯代表作，以28.1平均得分勇奪得分王，還同時成為後衛籃板王，並且在助攻和抄截方面也都排名前五，也算是一樁佳話，這也表示雷霆隊在近六賽季中五次擁有得分王球員。衛斯特布魯克更創下連續四場比賽達到大三元的驚人表現 ，最後也在該賽季中勇奪聯盟第一的十一次大三元。
2015年4月22日，雷霆在6年来首次无缘季后赛后，执教7个赛季的主教练斯科特·布魯克斯被開除。
2015年4月30日，雷霆決定由佛羅里達大學教練比利·多诺万擔任新任總教練。

##### 2015~2016年：西區決賽慘遭逆轉
雷霆雙槍（凱文·杜蘭特、羅素·衛斯特布魯克）本季健康出擊，球迷熟悉的雷霆正式回歸。雖然雷霆無力追上勇士與馬刺，但依舊戰力強大。
2016年3月19日，雷霆客场111:97战胜費城76人，拿下第3張西區季后赛門票。雷霆例行賽以55勝27敗成績排名西區第三，並以西北組冠軍身分重返季後賽。
第一輪碰上老冤家達拉斯小牛。雷霆先是以108：70搶得頭香(失分70分，創下雷霆季後賽單場失分新低)，再靠著雷霆雙槍繼續發威，以4:1輕鬆過關。
西區準決賽，雷霆雖然在第1戰被聖安東尼奧馬刺痛宰，但靠著雙槍連手強攻，最後以4:2取得西區冠軍戰門票。
西區決賽，雷霆強碰衛冕軍金州勇士。前兩戰雙方1:1平手；第3、4戰雷霆靈活運用大小球陣容、巨大的籃板優勢和猛烈的攻守轉換反擊，將勇士打得頭昏眼花，不但賞給他們本季首度連敗，更直接以3:1聽牌；第5戰雷霆以9分差落敗；第6戰雷霆雖然依舊在禁區呼風喚雨，但外線居然23投僅2中，領先大半場的時間卻被浪花兄弟翻盤;決勝第7戰，雷霆上半場取得6分領先，第三節卻被勇士一波29:12擊潰，最後以8分差落敗，成為西區決賽第一支（史上第10支）3:1被翻盤的球隊。

#### 羅素·衛斯特布魯克時期（2016—2019）

##### 2016~2017年：威少締造大三元紀錄
2016年7月4日，羅素·衛斯特布魯克的前隊友凱文·杜蘭特在網站「The Player's Tribune」中發表《My Next Chapter》為題的文章，宣佈自己將會加入金州勇士，與史蒂芬·柯瑞、克雷·湯普森、卓雷蒙·格林以及前FMVP 安德烈·伊格达拉等球星成為隊友，組成星光四射的超豪華陣容，希望衝擊首座總冠軍。這個決定震驚許多人，讓雷霆球迷們感覺被背叛。這個決定同時傷害了衛斯特布魯克。在透過杜蘭特的簡訊得知這個消息時，衛斯特布魯克僅說了：「那是一支剛打敗我們的球隊。」然而這已足以表現出他的驚訝以及失望了。
在杜蘭特離去後，大家都在關注衛斯特布魯克的動向。令奧克拉荷馬城球迷從杜蘭特離去的噩耗中重新振奮的是，衛斯特布魯克同意了雷霆提供給他的新合約。據報導，衛斯特布魯克在8月4日早晨飛往奧克拉荷馬，與雷霆重新簽下一份3年超過85M的合約。隨後在8月5日，雷霆隊官方證實與衛斯特布魯克已完成簽約，合約內容為3年8570萬美元，第3年為球員選項。
2016年10月29日，衛斯特布魯克在對陣凤凰城太阳的比賽中拿下51分13籃板10助攻，成為1975年的賈霸之後，首位完成50分外加大三元的球員，得分更可以排在史上大三元得分第3高，僅次於1967-68年威爾特·張伯倫的53分大三元和1961-62年貝勒的52分大三元。
2016年11月29日，衛斯特布魯克以27分18籃板14助攻表現，帶領雷霆在客場以112比103擊敗紐約尼克，同時成為除了羅伯森之外，唯一在打了19場比賽後有場均大三元成績的球員。
2016年11月30日，衛斯特布魯克再拿下35分14籃板11助攻成績，帶領雷霆以126比115在延長賽中擊敗華盛頓巫師，成為奧斯卡·羅伯森之後第一個以場均大三元成績進入十二月賽事的球員。
2016年12月9日，衛斯特布魯克在對陣休士頓火箭的比賽中，攻得27分10籃板10助攻，完成個人本季第十二次大三元，同時也是連續第七次，追平了奧斯卡·羅伯森及麥可·喬丹所保持歷史第二長的連續大三元紀錄。
2016年12月17日，在與鳳凰城太陽的對戰中，衛斯特布魯克斬獲生涯新高的22助攻，同時獲得26分11籃板，完成職業生涯第五十次的大三元。
2016年12月31日，衛斯特布魯克只打28分鐘就有著17分12籃板14助攻，這並不是衛斯特布魯克生涯最快達成大三元，他曾在2014年3月對76人比賽花了21分鐘，更曾在2016年4月12日對湖人花不到18分鐘完成大三元，此排在1955年雪城國民(76人前身)Jim Tucker的17分鐘之後，為史上第2快。
另外，根據資料，過去20年來衛斯特布魯克已有21場大三元是在3節結束前完成，而排名2到4名的傑森·基德（7）、詹姆士·哈登（7）、雷霸龍·詹姆士（5）加起來也不過19次。
2017年3月29日，衛斯特布魯克在比賽決勝節拿下19分，終了前7.1秒砍進追平三分彈，延長賽再進帳7分，全場轟下57分13籃板11助攻，完成本季第38次大三元，亦是NBA歷史上得分最高的大三元，幫助雷霆克服超過20分的落後劣勢，在延長賽以114：106擊敗魔術，成為西區6支鎖定季後賽的隊伍。
2017年4月9日，衛斯特布魯克在客場出戰金塊的比賽中，全場37分鐘攻入50分、16籃板、10助攻，帶領雷霆在比賽末段落後以三分球絕殺反勝金塊106-105，並且奪得單季第42個大三元。正式打破傳奇球星奧斯卡·羅伯森在1961-62球季所創下的單季41個人大三元紀錄。亦同時完成生涯第三次50分大三元。總結今個賽季例行賽，衛斯特布魯克以場均31.6分、10.7個籃板、10.4個助攻，成爲繼奧斯卡·羅伯森在1966-67球季之後首位能在例行賽作出場均大三元的球員。
然而在第一輪上演的年度MVP延長賽，面對昔日隊友詹姆斯·哈登領軍的休士頓火箭，衛斯特布魯克儘管持續燃燒，但還是無法阻擋火箭的團隊發揮，以1−4遭到淘汰，成為該年季後賽第三支出局的球隊。

##### 2017~2018年：CPR連線
2017年7月1號，雷霆以維克多·奧拉迪波和多曼塔斯·薩博尼斯為籌碼，換得合約還有1年的溜馬前鋒保羅·喬治。
2017年9月24日，雷霆用埃內斯·坎特、道格·麥克德莫特，以及2018年的第2輪選秀權，讓卡梅羅·安東尼與衛斯特布魯克、保羅·喬治組成新三巨頭。這3大球星都是需要大量球權，所以經歷了一段磨合期。
1月時，雷霆三巨頭豪取8連勝，但因防守大閘安德魯·羅伯森膝傷賽季報銷，雷霆8連勝後苦吞4連敗。
2018年4月9日，衛斯特布魯克本季第25次大三元，23分13助攻18籃板帶動下，克服了0−12的開局與最多到達18分的落後，在決勝節強拉尾盤，最終以115−93逆轉擊敗熱火，正式取得西區季後賽席次。
衛斯特布魯克在對灰熊的例行賽關門戰，雖只收下6分，卻抓了20籃板，送出19助攻的全能數據，不僅率領雷霆以137−123輕取灰熊，也成為聯盟史上首位連續兩年達成賽季平均大三元的球員。
雷霆以西區第四名坐收，在第一輪碰上猶他爵士。
雖然G1在喬治和衛斯特布魯克聯手轟進65分下助隊開出紅盤，不過G2爵士靠著新秀多諾萬·米契爾扳回一城；G3雷霆不但客場落敗，用大三元寫日記的衛斯特布魯克居然還被他負責看管的西班牙神童里奇·盧比奧用大三元回敬，讓他氣到賽後放話下一場要他好看；G4衛斯特布魯克雖壓制了西班牙金童的數據，卻又出現手感不佳的問題，而且腦充血的他更陷入上半場就4犯的犯規麻煩，並讓這場比賽打得格外火爆（雙方各領3支T，傑·克勞德甚至被驅逐出場）；G5克服落後25分的劣勢續命成功；G6衛斯特布魯克46分全場最高，但以米契爾的38分為首，爵士全場5人得分上雙，讓雷霆最終以2：4不敵爵士，連續兩個球季在季後賽首輪止步。

##### 2018~2019年：雷霆雙槍2.0
雖然三巨頭的實驗不盡理想，雷霆還是漂亮地完成了暑假作業，其中最重要的是上季來雷霆打工的喬治。雖然外界炒作他暑假將要投奔洛杉磯，喬治卻選擇在2018年7月1日正式以4年1.37億（第4年為球員選項）續留雷霆。同時，雷霆也續留了3D型側翼搖擺人傑拉米·格蘭特（3年2700萬續留）、老控衛雷蒙德·費爾頓（1年底薪），簽下中鋒諾倫斯·諾艾爾（2年底薪+第2年為球員選項），並以雙向合約簽下後衛Denote Burton和中鋒Tyler Davis。另外雷霆也在7月20日將「三巨頭」之一的卡梅羅·安東尼交易到老鷹，並透過三方交易換來老鷹先發控衛丹尼斯·施洛德與76人3D側翼蒂莫泰·卢瓦乌-卡巴罗，7月21日雷霆將中鋒达卡里·约翰逊交易至魔術換來後衛Rodney Purvis（7月24日再將他送至塞爾提克換來前鋒阿布都·納德）。選秀方面，雷霆在7月25日以3年400萬簽下2018年選秀會二輪第45順位新秀後衛哈米杜·迪亞洛。
2019年3月21日，雷霆主場迎戰暴龍，為老將尼克·科里森的4號球衣舉行退休儀式，這也是雷霆從西雅圖搬到奧克拉荷馬後第一件退休的球衣。
由於國王輸給火箭，雷霆和馬刺搭上季后賽末班車。雷霆以49勝33敗的成績，西區第6種子的身分前進季後賽，對上第3種子的波特蘭拓荒者。
季後賽再度功虧一簣
系列賽的第1戰，衛斯特布魯克繳出24分、10助攻、10籃板的「大三元」成績，卻無法嘗到勝利滋味，也無法完成反撲，以99：104惜敗排第3種子的拓荒者，吞下客場敗仗。第2戰雷霆進攻受制，全隊外線手感仍不見起色，全場三分球28投僅5中，最終以94：114吞下客場2連敗。
第3戰，雷霆單在第一節就轟進5記三分球，全場三分球則是29投15中，比拓荒者外線更為出色。雷霆大半時間都維持領先優勢，第四節在攻守兩端都明顯壓制拓荒者的情況下，最終以120比108扳回一城，系列賽追成1比2。
系列賽的第4戰喬治奮力拿下32分10籃板6助攻，衛斯特布魯克21投僅5中，只得到14分9籃板7助攻；丹尼斯·施洛德拿到17分，葛蘭特11分9籃板，加上被拓荒者在第三節發動猛攻，一口氣拉開兩位數領先差距，雷霆第四節意圖追趕，但仍舊擋不住對手攻勢，終場雷霆以98比111敗給拓荒者，系列賽1勝3敗面臨被淘汰。
第5戰，被聽牌的雷霆不願意結束賽季，在一度15分領先情況下被拓荒者主將達米安·里拉德砍下50分，並且投進壓哨絕殺的情況下，以115:118遭到拓荒者淘汰，連續三年止步第一輪。

#### 2019~2020年：保羅領導小將 前進季後賽
聯盟頂級小前鋒雷納德向想簽下他的快艇提出要求，若快艇將雷霆雙槍之一的保羅·喬治交易過去來與之搭配，他才願意和快艇簽約；而先前喬治也早已傳出想回洛杉磯打球。雷霆在喬治「交易我」（trade me）的壓力下，將喬治交易至快艇，並從快艇得到蓋里納利和谢伊·吉尔杰斯-亚历山大，以及一個未保護選秀權、一個受保護選秀權以及兩個互換選秀權。
在雷霆將雙槍之一喬治交易掉後，雷霆總管表示球隊的情況危急，很可能會進入重建。衛斯特布魯克在與球隊協調後，決定請求交易，讓球隊能進入重建，球隊也願意放行讓他去有奪冠實力的隊伍而不是消耗剩餘時光帶重建隊伍。然而衛斯特布魯克的合約又大又長，不易尋找買家；最後在前隊友詹姆斯·哈登牽線下，雷霆與火箭交易，將衛斯特布魯克送至火箭，換取一樣有著大長約的老將克里斯·保罗、2024年和2026年的首輪簽，2021年和2025年首輪簽互換權。雷霆進入重建期，而老將保羅也變成指導新進的角色。2019-2020年球季，在保羅的帶領下，雷霆在不被看好的狀況下，快速重建完成，打出了超過六成勝率的一季。
2020年8月13日，雷霆以105比104逆轉確定種子順位邁阿密熱火，確定與休士頓火箭第九度交手(含西雅圖超音速)。眾所矚目的火箭雷霆之戰，一路挨打的雷霆，上半場就輸了16分之多，整個下半場基本上也是毫無招架之力。保羅對上前東家拿到20分10籃板9助攻2抄截，差點送上大三元，蓋里納利獲得全隊最高29分，亞當斯17分12籃板。亞歷山大表現低迷，8投2中得到9分4籃板，以108比123敗給火箭。
2020年8月20日，火箭在比賽中前3節打完還領先1分，但末節被連下17分的攻勢翻轉戰局，雷霆雖然4人有雙位數得分，其中亞歷山大攻下全場最高31分，克里斯·保羅拿下14分，仍以98比111敗給火箭。經此一役，雷霆對火箭在季後系列賽暫以0比2落後。
2020年8月22日，火箭在第三戰第4節剩下24.4秒時發生一次要命的發球失誤，加上豪斯最後2罰僅中1，雙方進入延長加賽。最後關頭死裡逃生的雷霆，在延長賽中打出15比3的攻勢，一舉擊倒對手，以119比107搶回一勝，雙方系列賽形成1比2。
2020年8月25日，從板凳出發的施羅德，攻下全隊最高30分，創下個人最佳紀錄，率領雷霆克服一度落後15分的劣勢，最終117比114擊敗火箭，讓兩隊在季後賽首輪2比2平手。
第5戰，火箭在防守時刻意逼迫多特得在空檔出手，他首節一口氣9投僅1中，且三分線外6投盡墨，雷霆整節只拿14分，很快陷入落後，施羅德第2節猛飆18分，一度讓雷霆反超比分，但第3節球隊又熄火，火箭則以單節突破5成命中率，進帳37分，領先更來到超過20分，雷霆末節也持續進攻低潮，無力改變戰局，此役有3節得分都不到20分。加上火箭防守端將士用命，最終雷霆就以80比114慘敗火箭，系列賽陷入2比3落後。
第6戰，雙方一路糾纏到第四節，雷霆靠著克里斯·保羅在最後關頭獨拿8分，加上衛斯特布魯克的致命失誤，最終以104比100險勝火箭，兩隊將在第7戰決一死戰。
儘管整場比賽手感低迷，但哈登在第四節最後關鍵時刻一次上籃得手加上助攻塔克拿到超前分，更成功封阻多特的外線跳投，最終雷霆在搶7大戰中以102比104惜敗火箭。這是雷霆自2015-16年以來，連續4年在首輪出局。
2020年9月8日，雷霆宣布不和總教練比利·多諾萬續約，球隊也可能就此進入重建期。11月12日，經過兩個多月面試，最終由曾擔任奧克拉荷馬藍色總教練Mark Daigneault接掌兵符。
2020年11月16日，雷霆與太陽交易，送出克里斯·保羅和Abdel Nader換來里奇·魯比奧、Kelly Oubre、泰·傑洛姆、Jalen Lecque和2022首輪簽。
2020年11月19日，雷霆與塞爾提克進行交易，以具有條件限制的未來第二輪選秀權向塞爾提克換來法國中鋒樊尚·普瓦里耶以及現金，就真的進入完全的重建期。

#### 2021年-現在：謝伊·吉爾傑斯-亞歷山大時期
2021年5月2日，雷霆主場95：152遭到印第安納溜馬痛宰，以57分的差距（152:95）刷新隊史輸分差紀錄，同時也刷新了主場最大敗仗的NBA記錄（上一個記錄是1986年12月6日休斯敦火箭主場輸給了西雅圖超音速80：136，56分差。諷刺的是當年他們以超音速的身份創造最大作客勝利，35年後卻在自家主場被溜馬破了自己的NBA記錄）。
同年12月3日，雷霆79：152遭到曼斐斯灰熊虐殺，以73分的差距（152:79）打破NBA史上最大勝分差紀錄（原紀錄是克里夫蘭騎士在1991年12月17日，以148：80擊潰邁阿密熱火隊，68分差）。至此，雷霆於7個月內創造了兩個不光彩的NBA記錄——主場最大敗仗（57分）及最大比數敗仗（73分）。
2023年4月7日，雷霆以114：98戰勝早早確定無緣季後賽的猶他爵士，由於今年球季對達拉斯獨行俠取得2勝1敗對戰優勢，稍早獨行俠決定放棄這個賽季，終場以112：115遭到公牛逆轉，確定打附加賽對手是紐奧良鵜鶘。西區分居第9、10名鵜鶘和雷霆先於2022-23附加賽對決，雷霆上演一場逆轉秀，克服一度落後15分的劣勢，後來居上；謝伊·吉爾傑斯-亞歷山大轟下32分，喬許·吉迪也進帳31分，聯手率隊123：118擊敗鵜鶘，雷霆下一戰與灰狼爭取西區第八種子資格。亞歷山大雖有22分，但命中率不佳，19投僅5中，吉迪更是13投僅中2，僅僅6分入袋，雙主將同場熄火使雷霆陷入苦戰，最終以95比120敗給灰狼，賽季也宣告結束。

##### 2023-2024賽季：勇奪例行賽西區第一，重返季後賽
2024年4月1日，奧克拉荷馬雷霆作客紐約尼克，雷霆在喬許·吉迪繳出16分13籃板12助攻生涯第3度大三元，外加亞歷山大終場前2.6秒完成準絕殺，終場113比112氣走尼克，而奪下這場勝利，雷霆確定自2020年以來，首度闖進季後賽。
雷霆例行賽最終成績為57勝25負，排名為西區第一，並睽違七年的西北組冠軍，強勢重返季後賽；季後賽首輪以4：0強勢橫掃西區第八種子紐奧良鵜鶘，並睽違8年之後，再次晉級次輪；次輪以2：4不敵西區第五達拉斯獨行俠，無緣西區決賽，結束本賽季的驚奇之旅。

##### 2024-25賽季：雷聲響起取得改名後首冠，捧起睽違46年的總冠軍
在2024年NBA盃，在西區小組賽B組以3勝1敗，晉級淘汰賽；在西區淘汰賽中，先後戰勝達拉斯獨行俠、休士頓火箭，強勢晉級冠軍賽；但在冠軍賽以81-97不敵密爾瓦基公鹿，但獲得第二屆NBA盃的亞軍，且亞歷山大也獲得最佳五人之一的殊榮。
雷霆例行賽最終成績為68勝14負，連續二年勇奪西區第一，強勢晉級季後賽；首輪以4：0強勢橫掃西區第八種子曼菲斯灰熊，強勢晉級次輪；次輪將對決西區第四種子丹佛金塊，系列賽在場數一度落後1：2的情況下，最終逼到搶七大戰，第七戰以125：93獲得勝利，大比分為4：3，睽違9年之後，再次重返西區決賽的舞台；西冠以4：1戰勝西區第六種子明尼蘇達灰狼，贏得西區冠軍，西區決賽最有價值球員為謝伊·吉爾傑斯-亞歷山大，並睽違十三年之後，強勢挺進總決賽；總決賽將對決東區冠軍印第安納溜馬，雙方「前六戰」打完，大比分戰成3：3的平手局面，逼到「搶七大戰」，最終在第七戰以103:91擊敗對手，以4勝3敗贏得2025年總冠軍，並相隔46年的首座冠軍金盃，也是隊史自2008年遷至奧克拉荷馬市以後首座總冠軍，NBA總決賽FMVP為謝伊·吉爾傑斯-亞歷山大。

## 軼事
由於雷霆隊的遷移使得西雅圖失去了自己的球隊，西雅圖的球迷因此非常憎恨雷霆。2016年的西區決賽，雷霆被勇士逆轉淘汰後，被拍攝到有一名穿上超音速球衣的球迷瘋狂慶祝的鏡頭。

## 退休球衣號碼
| 西雅圖超音速/奧克拉荷馬城雷霆退休球衣背號 |               |        |             |                   |
| 號碼                                      | 球員          | 位置   | 效力時間    | 退休時間          |
| 1                                         | 蓋斯·威廉姆斯 | 後衛   | 1977–1984   | March 26, 2004    |
| 4                                         | 尼克·科里森   | 前鋒   | 2003–2018   | May 10, 2018      |
| 10                                        | 內特·麦克米兰 | 後衛   | 1986–1998 1 | March 24, 1999    |
| 19                                        | 兰尼·威尔肯斯 | 後衛   | 1968–1972 2 | October 19, 1979  |
| 24                                        | 史賓瑟·海伍德 | 前鋒   | 1970–1975   | February 26, 2007 |
| 32                                        | 弗莱德·布朗   | 後衛   | 1971–1984   | November 6, 1986  |
| 43                                        | 杰克·希克马   | 前鋒   | 1977–1986   | November 21, 1992 |
|                                           | 鮑伯·布雷克本 | 播音員 | 1967–1992   |                   |

## 外部連接
- 官方網站 （页面存档备份，存于）（英文）